# European Film Awards
European Film Awards er en årlig pris, der uddeles af European Film Academy for udmærkende indsatser inden for europæisk film. Priserne er fordelt på mere end 10 kategorier, med Årets film som den mest prestigefyldte. Priserne går udelukkende til film produceret i Europa og til europæiske producenter, instruktører og skuespillere. Da prisen blev introduceret i 1988, var der stor opmærksomhed om den, men mod midten af 1990'erne falmede opmærksomheden. I begyndelsen hed prisen Felix Awards. Den uddeles hvert andet år i Berlin og hvert andet år i andre europæiske byer. København var den 6. december 2008 vært for prisuddelingerne.

## Best European Director (Bedste Europæiske Instruktør)
- 1988 – Wim Wenders (Wings of Desire)
- 1989 – Géza Bereményi (Eldorado)
- 2001 – Jean-Pierre Jeunet (Amélie)
- 2002 – Pedro Almodóvar (Talk to Her)
- 2003 – Lars von Trier (Dogville)
- 2004 – Alejandro Amenábar (The Sea Inside)
- 2005 – Michael Haneke (Caché/Hidden)
- 2006 – Pedro Almodóvar (Volver)
- 2007 – Cristian Mungiu (4 Months, 3 Weeks and 2 Days)
- 2008 – Matteo Garrone (Gomorrah)
- 2009 – Michael Haneke (The White Ribbon)

## Best European Screenwriter (Bedste Europæiske Manuskriptforfatter)
- 1988 – Louis Malle (Au revoir, les enfants)
- 1989 – Maria Khmelik (Malenkaja Vera)
- 1990 – Vitaly Kanevsky (Zamri – Oumri – Voskresni)
- 1991 – Jaco van Dormael (Toto le Héros)
- 1992 – István Szabó (Sweet Emma, Dear Böbe)
- 1996 – Arif Aliev, Sergej Bodrov & Boris Giller (Prisoner of the Mountains)
- 1997 – Chris van der Stappen & Alain Berliner (Ma vie en rose)
- 1998 – Peter Howitt (Sliding doors)
- 1999 – István Szabó & Israel Horovitz (Sunshine)
- 2000 – Agnès Jaoui & Jean-Pierre Bacri (The Taste of Others)
- 2001 – Danis Tanovic (No Man’s Land)
- 2002 – Pedro Almodóvar (Talk to Her)
- 2003 – Bernd Lichtenberg (Good bye, Lenin!)
- 2004 – Agnès Jaoui & Jean-Pierre Bacri (Look at Me)
- 2005 – Hany Abu-Assad & Bero Beyer (Paradise Now)
- 2006 – Florian Henckel von Donnersmarck (The Lives of Others)
- 2007 – Fatih Akin (The Edge of Heaven)
- 2008 – Maurizio Braucci, Ugo Chiti, Gianni di Gregorio, Matteo Garrone, Massimo Gaudioso & Roberto Saviano (Gomorrah)
- 2009 – Michael Haneke (The White Ribbon)

## Best European Actor (Bedste Europæiske Skuespiller)
- 1988 – Max von Sydow (Pelle Erobreren)
- 1989 – Philippe Noiret (Nuovo Cinema Paradiso)
- 1990 – Kenneth Branagh (Henry V)
- 1991 – Michel Bouquet (Toto le heros)
- 1992 – Matti Pellonpää (La Vie de Bohème)
- 1993 – Daniel Auteuil (Un coeur en hiver)
- 1996 – Ian McKellen (Richard III)
- 1997 – Bob Hoskins (Twentyfourseven)
- 1998 – Roberto Benigni (Livet er smukt)
- 1999 – Ralph Fiennes (Sunshine)
- 2000 – Sergi López (With a Friend Like Harry...)
- 2001 – Ben Kingsley (Sexy Beast)
- 2002 – Sergio Castellitto (Mostly Martha & My Mother's Smile)
- 2003 – Daniel Brühl (Good bye, Lenin!)
- 2004 – Javier Bardem (The Sea Inside)
- 2005 – Daniel Auteuil (Caché/Hidden)
- 2006 – Ulrich Mühe (The Lives of Others)
- 2007 – Sasson Gabai (Hebrew Wikipedia Article) (The Band's Visit)[2]
- 2008 – Toni Servillo (Il Divo & Gomorrah)
- 2009 – Tahar Rahim (A Prophet)

## Best European Actress (Bedste Europæiske Skuespillerinde)
- 1988 – Carmen Maura (Mujeres al borde de un ataque de nervios)
- 1989 – Ruth Sheen (High Hopes)
- 1990 – Carmen Maura (¡Ay Carmela!)
- 1991 – Clotilde Courau (Le petit criminel)
- 1992 – Juliette Binoche (The Lovers on the Bridge)
- 1993 – Maia Morgenstern (Balanta)
- 1996 – Emily Watson (Breaking the Waves)
- 1997 – Juliette Binoche (Den engelske patient)
- 1998 – Elodie Bouchez & Natacha Regnier (The Dreamlife of Angels)
- 1999 – Cecilia Roth (Todo sobre mi madre)
- 2000 – Björk (Dancer in the Dark)
- 2001 – Isabelle Huppert (La pianiste)
- 2002 – Catherine Deneuve, Isabelle Huppert, Emmanuelle Béart, Fanny Ardant, Virginie Ledoyen, Danielle Darrieux, Ludivine Sagnier, Firmine Richard (8 femmes)
- 2003 – Charlotte Rampling (Swimming Pool)
- 2004 – Imelda Staunton (Vera Drake)
- 2005 – Julia Jentsch (Sophie Scholl - The Final Days)
- 2006 – Penélope Cruz (Volver)
- 2007 – Helen Mirren (The Queen)
- 2008 – Kristin Scott Thomas (I've Loved You So Long)
- 2009 – Kate Winslet (The Reader)

## Lifetime Achievement Award
- 1988 – Ingmar Bergman & Marcello Mastroianni
- 1989 – Federico Fellini
- 1990 – Andrzej Wajda
- 1991 – Alexandre Trauner
- 1992 – Billy Wilder
- 1993 – Michelangelo Antonioni
- 1994 – Robert Bresson
- 1995 – Marcel Carné
- 1996 – Alec Guinness
- 1997 – Jeanne Moreau
- 1999 – Ennio Morricone
- 2000 – Richard Harris
- 2001 – Monty Python
- 2002 – Tonino Guerra
- 2003 – Claude Chabrol
- 2004 – Carlos Saura
- 2005 – Sean Connery
- 2006 – Roman Polański
- 2007 – Jean-Luc Godard
- 2008 – Judi Dench
- 2009 – Ken Loach